# Сан Витале (Равена)
Сан Витале је насеље у Италији у округу Равена, региону Емилија-Ромања.
Према процени из 2011. у насељу је живело 80 становника. Насеље се налази на надморској висини од 12 м.